# Брэдли, Гордон
Го́рдон Брэ́дли (англ. Gordon Bradley; 23 ноября 1933, Сандерленд, Англия — 29 апреля 2008, Виргиния, США) — англо-американский футболист, полузащитник. Родился и вырос в Виарсайде, где играл несколько сезонов в английских клубах из низших дивизионов, прежде чем переехать играть в Канаду в возрасте 30 лет. В межсезонье чемпионата Канады он играл и тренировал клубы США в лиге GASL. В 1971 году он стал игроком и главным тренером «Нью-Йорк Космос». В дополнение к тренерской работе в «Космос» он являлся наставником сборную США. Брэдли также сыграл один матч за сборную США в 1973 году. Он внесён в Национальный Футбольный Зал славы. Провёл свои последние годы в специальном пансионате в Манассасе, штат Виргиния, страдая от болезни Альцгеймера.

## Клубная карьера

### Англия
Брэдли вырос в Сандерленде, Англия, где стал профессионалом в местном клубе «Сандерленд» в возрасте шестнадцати лет. Однако во время одной из тренировок он разбил свою правую коленную чашечку, и ему потребовалось более двух лет для восстановления. В 1950 году, когда ему исполнилось девятнадцать, английский закон вынудил Брэдли выбирать между работой в государственных угольных шахтах и военной службой. Брэдли выбрал первое, его отправили в шахты Изингтона. В дополнение к работе шахтёра Брэдли продолжал играть в футбол. В начале карьеры он играл в «Сандерленде» как форвард, позднее он перешёл в оборону. Брэдли подписал контракт с «Брэдфорд Парк Авеню» в 1955 году, затем в 1957 году он перешёл в «Карлайл Юнайтед», где в конечном счёте сыграл 130 игр и забил 3 гола.

### Канада
В 1963 году Брэдли получил телефонный звонок от друга из Канады, который рассказал ему о канадской футбольной лиге. Брэдли эмигрировал в Канаду, где подписал контракт с «Торонто Рома» из ECPSL в 1963 году. Он играл в этом клубе 1963—1964 годах, затем в 1965 году перешёл в «Торонто Сити».

### Соединённые Штаты
Играя летом в Канаде в 1963—1964 годах, Брэдли затем переехал на юг. Осенью и зимой он стал играть за «Нью-Йорк Юкрейнианз» (GASL), здесь же Гордон впервые занялся тренерской деятельностью. В 1965 году он перешёл в «Нью-Йорк Американс» (GASL), которые соревновались в Международной Футбольной Лиге.
В 1967 году были созданы две новые национальные футбольные лиги: Национальная Профессиональная Футбольная Лига (NPSL) и Организации Объединённых футбольной ассоциации (USA). Брэдли подписал контракт с «Нью-Йорк Дженералз» из NPSL. Две лиги объединились в конце сезона, чтобы сформировать Североамериканскую футбольную лигу (NASL).
Брэдли остался с «Дженералз», когда они вошли в NASL, выполняя обязанности игрока и помощника тренера в течение сезона 1968 года. Клуб был расформирован в конце сезона, и Брэдли переехал в «Балтимор Бэйс» перед 1969 сезоном NASL. «Бэйс» были расформированы в конце 1969 года, и американский футболист вновь остался без команды. Он вернулся в NASL в 1971 году, когда его подписал «Нью-Йорк Космос», как главного тренера и игрока. Он играл и тренировал «Космос» до конца 1975 года, когда его заменил Кен Фурфи. После этого Брэдли сыграл свой прощальный матч и ушёл из профессионального футбола.

## Международная карьера
Брэдли сыграл один матч за сборную США против Израиля, он закончился проигрышем со счётом 2-0, 15 ноября 1973 года. В то время он работал в качестве главного тренера сборной, хотя по иронии судьбы получил американское гражданство только в 1974 году.

## Тренерская карьера
Брэдли дебютировал как тренер с «Нью-Йорк Юкрейнианз» из GASL в 1963 году. Позднее он работал в качестве помощника тренера в «Нью-Йорк Дженералз» из Североамериканской футбольной лиги в 1968 году. После того, как «Дженералз» были расформированы, Брэдли тренировал детскую команду Манхэттенской школы Святого Бернарда.
В 1971 году «Нью-Йорк Космос» нанял Брэдли в качестве главного тренера команды. В то время, как он выиграл с «Космос» в 1972 году чемпионат NASL, у него было две неудачи в сезонах 1974 и 1975 годов, что стало причиной его увольнения. В 1976 году руководство клуба отстранило Фурфи после того, как команда плохо начала сезон: Брэдли вернулся на должность главного тренера «Космос» и проработал до 7 июля 1977 года, когда его сделали вице-президентом по персоналу. На посту тренера его сменил Эдди Фирмани. «Космос» выиграл Соккер Боул в 1977 году (2:1 против «Сиэтл Саундерс»). В 1978 году «Вашингтон Дипломатс» наняли Брэдли в качестве главного тренера. В то время как «Вашингтон Дипломатс» были расформированы в 1980 году, они были заменены новым франчайзингом с таким же названием, команда продолжала играть в той же лиге. Новая команда сохранила Брэдли в качестве тренера, но он был уволен ещё до начала сезона, его заменил Кен Фурфи.
В октябре 1973 года Федерация футбола США сместила Евгения Чижовича с поста тренера сборной. Федерация связалась с Брэдли, который был в отпуске, и предложила пост тренера национальной команды. Брэдли тренировал США, но под его руководством сборная проиграла шесть раз подряд, и он был уволен с поста главного тренера в конце года.
В 1985 году университет Джорджа Мейсона нанял Брэдли в качестве главного тренера мужской футбольной команды. Он тренировал «Джордж Мейсон Патриотс» шестнадцать лет до ухода на пенсию 4 декабря 2000 года. За те шестнадцать сезонов Брэдли добился хороших показателей. В мае 2006 года Брэдли был введен в Зал славы Джорджа Мейсона.

## Футбольная администрация
В дополнение к игровой и тренерской деятельности в «Нью-Йорк Космос», Брэдли также был вице-президентом команды с 1971 по 1977 год, когда он покинул команду, чтобы присоединиться к «Вашингтон Дипломатс». Тренируя «Дипломатс», он также являлся вице-президентом команды.

## Телевидение
Гордон был телевизионным комментатором на спортивном канале и обслуживал матчи местного «Ди Си Юнайтед».

## Награды
В 1996 году Брэдли был включён в Национальный Футбольный Зал славы. В следующем году он также был выбран в Восточный Нью-Йоркский молодёжный футбольный Зал славы.

## Смерть
Узнав об ухудшении здоровья Брэдли, одна из групп болельщиков «Ди Си Юнайтед», «Скриминг Иглз», создала баннер в честь Брэдли для демонстрации на следующей домашней игре. Он умер через несколько дней.